# Knjige u 1722.
◄◄ | ◄ | 1719. | 1720. | 1721. | 1722.  | 1723. | 1724. | 1725. | ► | ►►
Arhitektura • Astronomija • Biologija • Glazba • Kazalište • Kemija • Kiparstvo • Knjige • Književnost • Kršćanstvo • Medicina • Politika • Pravo • Promet • Slikarstvo • Znanost
Knjige u 1722.

## Svijet
- Anacephalaeosis: Ceu Brevis Res Diplomatica Supremi Angelici Constantini Heracliani, Primi, Ordinis S. Georgii, Laurentius Vigilius de Nicollis. Izdavač:Typis Joannis Pauli Royer, Posonii. Broj stranica:	136.

## Vanjske poveznice
|  | Zajednički poslužitelj ima još gradiva o temi Knjige iz 1722. |